# グレッグ・バトラー
グレゴリー・S・バトラー（Gregory S. Butler, 1971年8月18日 - ）は、アメリカ合衆国の視覚効果スーパーバイザーである。

## 生い立ちとキャリア
コネチカット州サフィールドで生まれる。1989年にサフィールド高等学校を卒業し、ハンプシャー大学に入学する。当初彼は歴史を勉強しようとしていたが、研究の際に図書館の視聴覚機材を使ったことで映画製作に興味を抱く。バトラーは映画、テレビ、演劇デザインを専攻して1993年に卒業する。その後はカリフォルニア州に移ってインダストリアル・ライト&マジックで働き、インターンの後はエフェクト部門のアシスタントとなって『マスク』と『フォレスト・ガンプ/一期一会』に参加する。続いて1996年にロケット・サイエンス・ゲームスで倒産まで働いた後、ティペット・スタジオに移って『スターシップ・トゥルーパーズ』や『ブラボー火星人2000』に参加する。その後彼はニュージーランドへの移住を渋ったものの、脚本家・俳優である兄弟のジャレッドの説得により『ロード・オブ・ザ・リング』三部作のWETAデジタルで働いた。『ロード・オブ・ザ・リング』三部作での最大の功績はゴラムの創造であった。バトラーは『アイ,ロボット』でコンピュータグラフィックス・スーパーバイザーを務めた後、ロンドンのムービング・ピクチャー・カンパニー（MPC）に招かれてエフェクト・スーパーバイザーとなった。彼はMPCに所属しつつバンクーバーのオフィスで働いている。アカデミー賞視覚効果賞には『ハリー・ポッターと死の秘宝 PART2』（2011年）と『1917 命をかけた伝令』（2019年）でノミネートされ、『1917 命をかけた伝令』で受賞を果たした。

## 受賞とノミネート
| 賞               | 年   | 部門           | 作品名                           | 結果       |
| ---------------- | ---- | -------------- | -------------------------------- | ---------- |
| アカデミー賞     | 2011 | 視覚効果賞     | ハリー・ポッターと死の秘宝 PART2 | ノミネート |
| アカデミー賞     | 2019 | 視覚効果賞     | 1917 命をかけた伝令              | 受賞       |
| 英国アカデミー賞 | 2011 | 特殊視覚効果賞 | ハリー・ポッターと死の秘宝 PART2 | ノミネート |
| 英国アカデミー賞 | 2019 | 特殊視覚効果賞 | 1917 命をかけた伝令              | 受賞       |